# Пигмалион (пиеса)
Пигмалион (на английски: Pygmalion) е театрална пиеса от Джордж Бърнард Шоу, базирана на древногръцкия мит за Пигмалион и издадена в 1913 година.
Пиесата разказва историята на Хенри Хигинс, професор по фонетика, който се обзалага с приятеля си, полковник Пикъринг, че ще успее да представи бедната цветарка Илайза Дулитъл за изтънчена дама, след като я научи как да говори правилно и ѝ даде няколко урока по етикет. С развитие на действието Хигинс и Дулитъл се сближават, но тя отхвърля опитите му за обучение и обявява, че ще се омъжи за Фреди Ейнсфорд-Хил, беден млад джентълмен.
Произведението е филмирано под същото заглавие през 1938 година от режисьорите Антъни Аскуит и Лесли Хауърд. През 1956 година на Бродуей е поставен мюзикъл, основаващ се на филма и пиесата, озаглавен „Моята прекрасна лейди“, който от своя страна по-късно (1964) е претворен под формата на музикален филм със същото заглавие, превърнал се в голям хит, който си спечелва множество награди „Оскар“.